# Úhlava
 (août 2014).
Si vous disposez d'ouvrages ou d'articles de référence ou si vous connaissez des sites web de qualité traitant du thème abordé ici, merci de compléter l'article en donnant les références utiles à sa vérifiabilité et en les liant à la section « Notes et références ».
L'Úhlava est une rivière de la Tchéquie longue de 108 km, et un affluent en rive droite de la Radbuza, donc sous-affluent de l'Elbe par la Radbuza, la Mže, la Berounka et la Vltava.

## Géographie
Elle prend sa source sur les pentes des monts de la forêt de Bohême, à 1 135 m d'altitude, sur le territoire de la commune de Železná Ruda et se termine au sud de la ville de Plzeň, à 307 m d'altitude.